# Phumosia lesnei
Phumosia lesnei este o specie de muște din genul Phumosia, familia Calliphoridae. A fost descrisă pentru prima dată de Seguy în anul 1958.
Este endemică în Mozambic. Conform Catalogue of Life specia Phumosia lesnei nu are subspecii cunoscute.